# 布里奇維爾 (新澤西州)
布里奇維爾（英語：Bridgeville）是位於美國新澤西州沃倫縣的普查規定居民點。

## 人口
根據2020年美國人口普查的數據，布里奇維爾的面積為2.38平方千米，當中陸地面積為2.35平方千米，而水域面積為0.02平方千米。當地共有人口229人，而人口密度為每平方千米96.22人。